# Crypsithyris illaetabilis
Crypsithyris illaetabilis är en fjärilsart som beskrevs av Turner 1926. Crypsithyris illaetabilis ingår i släktet Crypsithyris och familjen äkta malar. Inga underarter finns listade i Catalogue of Life.